# Río Filobobos
El Río Bobos, también conocido como Filobobos o Río Filo-Bobos, es un río del estado de Veracruz, en el este de México.
El Río Bobos es un afluente del Nautla. Se origina en la ladera norte del volcán Cofre de Perote y fluye hacia el norte a través de un cañón antes de unirse al Nautla, que luego desemboca hacia el este en el Golfo de México. El cañón del Río Bobos separa la Sierra de Chiconquiaco al este de la Sierra Madre Oriental y el Eje Neovolcánico al oeste.
Un área protegida, conocida como Río Filo-Bobos y su Entorno, protege el tramo inferior del Bobos y una porción del valle del Río Nautla cerca de la confluencia. El área protegida fue designada en 1992 y cubre un área de 105.28 km2.
El río es un lugar popular para la práctica del rafting en aguas bravas.